# Immediatrecht
Immediatrecht oder Immediatvortragsrecht  ist ein Recht zum unmittelbaren Vortrag beim Staatsoberhaupt unter Umgehung einer möglichen Zwischeninstanz bzw. regelt, wer von diesem Recht Gebrauch machen durfte. 

## Immediatrecht in Preußen
In Preußen hatte außer dem Ministerpräsidenten zunächst lediglich der Kriegsminister das Immediatrecht; darüber hinaus hatten die Kommandierenden Generale und die Generalfeldmarschälle beim König als „Chef der Armee“ dieses Recht, welches später z. B. auf die Oberpräsidenten (eigentlich: Ober-Regierungspräsidenten) der Provinzen erweitert wurde.
Nach Abschluss des Krieges von 1870/71 erhielt Helmuth Karl Bernhard Graf von Moltke dieses Recht persönlich. 1883 wurde es auf den Chef des Großen Generalstabs institutionalisiert. Er und seine Nachfolger hatten damit faktisch die Möglichkeit, militärische Entscheidungen zusammen mit den Oberbefehlshabern unter Ausschluss von Reichstag und Reichskanzler durchzusetzen. In der Konstellation Bismarck/Moltke machte letzterer von diesem Recht nur selten Gebrauch, da er Bismarcks Forderung nach dem Primat der Politik akzeptierte. Später, vor allem kurz vor und während des Ersten Weltkrieges, wurde dieses Prinzip aber zunehmend zurückgedrängt, auch durch Erweiterung des militärischen Personenkreises (z. B. die Chefs des Militärkabinetts und des Marinekabinetts), so dass militärische Entscheidungen weniger bis gar nicht mehr durch die politischen Organe kontrolliert wurden.

## Immediatgesuch
Ein Immediatgesuch, auch Immediatvorstellung, war in Deutschland ein unmittelbar an den Landesherrn oder an die höchste Behörde gerichtetes Gesuch.